# 10109 Sidhu
A 10109 Sidhu (ideiglenes jelöléssel (10109) 1992 KQ) a Naprendszer kisbolygóövében található aszteroida. Eleanor F. Helin fedezte fel 1992. május 29-én.

## Kapcsolódó szócikk
- Kisbolygók listája (10001–10500)